# Linear Tape-Open

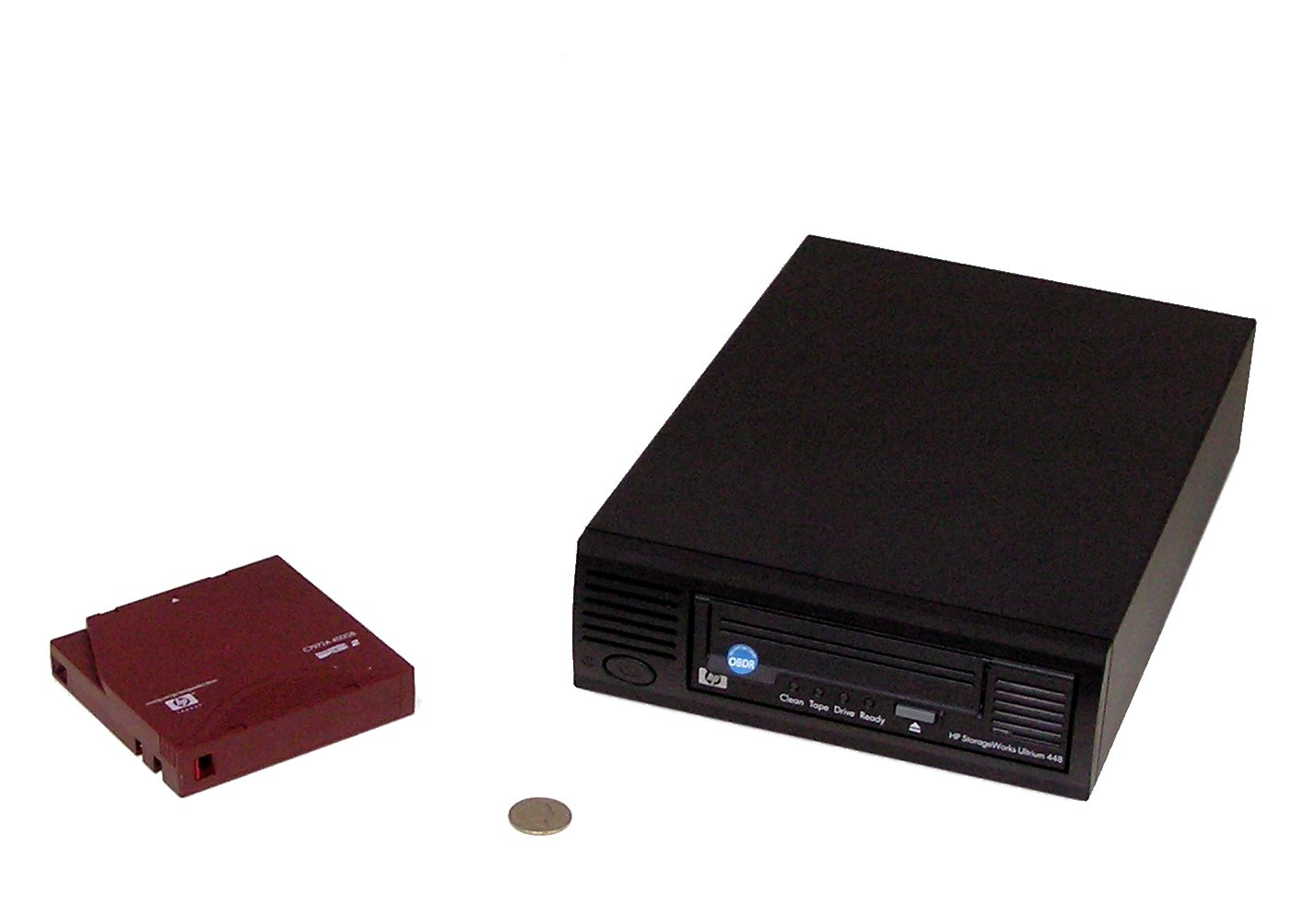
Cartouche et lecteur LTO-2

Linear Tape-Open (ou LTO) est une technique de stockage sur bande magnétique au format ouvert.
Elle a été développée à la fin des années 1990, conjointement par HP, IBM et la division magnetic tape de Seagate. Cette dernière entité a pris son indépendance quelques années plus tard, puis est devenue Certance, avant d'être rachetée par Quantum Corporation, qui était elle-même à l'origine du SDLT, le format qui dominait le marché avant le développement de LTO.

## Historique
Lancé en 2000, LTO est devenu en quelques années le premier format sur le marché des bandes et lecteurs de bande moyenne gamme — passant de la position de nouveau-venu à celle de challenger, puis à celle de leader du marché.
En novembre 2001, un million de cartouches avaient été vendues. Six mois plus tard, en mars 2002, la barre des 2 millions de cartouches était atteinte ; celle des 5 millions de cartouches, en décembre de la même année ; et celle des 10 millions — représentant une capacité totale de 2 000 pétaoctets, soit une masse de données équivalente à 50 000 années de films en DVD — en juillet 2003. En septembre 2006, HP, IBM et Quantum ont annoncé que le cap de 50 millions de cartouches LTO Ultrium et du million et demi de lecteurs de bandes LTO Ultrium avait été franchi.
À partir du LTO-3, la norme LTO propose de plus une fonctionnalité WORM qui ne permet pas la réécriture des données. À partir de la 4e génération, la norme permet de plus l’écriture de données chiffrées et la gestion des clés de chiffrement. Enfin, à partir de la 5e génération, la fonctionnalité de partitionnement LTFS est disponible.
En 2022, les ventes de LTO pour les centres de données connaissent une croissance continue, face aux disques durs qui régressent. La capacité agrégée des bandes est de 79 exaoctets[réf. nécessaire]. Cependant, même si LTO reste le support de stockage le plus économe — au ratio prix/octet et au fait que les bandes ne consomment pas d'énergie en permanence —, le peu d'acteurs impliqués dans le consortium fait craindre le risque d'une stagnation des capacités de stockage face aux disques durs et leurs innovations prometteuses comme l'enregistrement magnétique assisté par chaleur.

## Organisation sur la bande
La bande LTO Ultrium est découpée dans sa largeur en 4 mini-bandes de data prises en sandwich entre 5 fines bandes servo.
L’assemblage de têtes enfourche deux bandes servo consécutives, avec 2 têtes de lecture servo (têtes servo) et 8 ou 16 têtes de lecture/écriture de données (têtes de données). Chaque tête de données se déplace de haut en bas dans sa propre sous-bande de la largeur de bande servo.
Premièrement, l’assemblage positionne toutes les têtes en haut de leur sous-bande et 8 ou 16 pistes sont écrites en avant. L’assemblage de têtes se déplace ensuite en bas de la même sous-bande et 8 ou 16 pistes sont écrites dans l’autre sens.
La bande est divisée en sous-parties, appelées wraps (assemblage), utilisées par toutes les têtes de données simultanément, et écrivant donc en même temps 8 ou 16 pistes. Les wraps sont numérotés dans l’ordre d’écriture en avant 0,2,4,6… puis en marche arrière… 7,5,3,1.
Quand la première mini-bande est remplie aller-retour (elles sont remplies dans l’ordre 3,1,0,2 sur la bande), l’assemblage de têtes se déplace sur la mini-bande suivante, et un nouveau groupe de wraps est écrit, chaque wrap étant considéré comme une passe.
Le nombre total de pistes sur une bande est (4 mini-bandes) x (11 à 20 wraps par bande) x (8 ou 16 pistes par wrap).
Par exemple, une bande LTO-2 dispose de 16 wraps par bande (8 en avant et 8 en arrière), et nécessite donc 16 x 4 = 64 passes pour remplir les 64 x 8 = 512 pistes.

## Différents formats de LTO

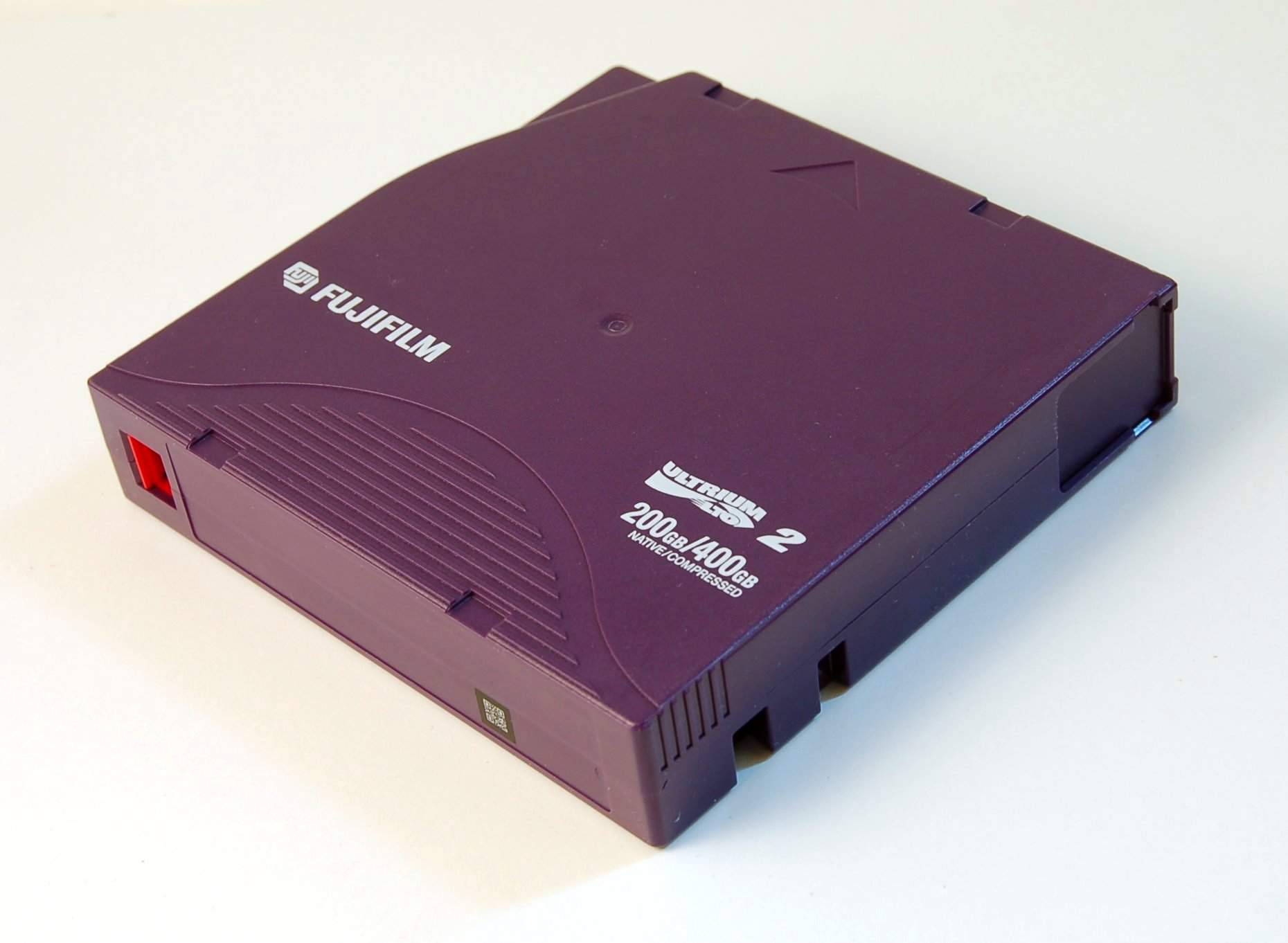
Cartouche LTO-2 de marque Fuji

Les différentes générations de LTO sont :
- LTO-1 : 2000, capacité native 100 Go, débit 20 Mo/s[2]
- LTO-2 : 2002, capacité native 200 Go, débit 40 Mo/s[2]
- LTO-3 : 2004, capacité native 400 Go, débit 80 Mo/s, ajout de la fonctionnalité WORM[2]
- LTO-4 : 2006, capacité native 800 Go, débit 120 Mo/s, ajout de chiffrement matériel sur AES-GCM 256-bit
- LTO-5 : 2010, capacité native 1,5 To, débit 140 Mo/s, ajout de la technologie LTFS
- LTO-6 : 2012, capacité native 2,5 To, débit 160 Mo/s
- LTO-7 : 2015, capacité native 6,4 To, débit 300 Mo/s[3],[4]
- LTO-7 (M8) : capacité native 9 To, débit 300 Mo/s
- LTO-8 : 2018, capacité native 12 To, débit 360 Mo/s
- LTO-9 : 2021, capacité native 18 To, débit 400 Mo/s
- LTO-10 : 2025, capacité native 30 To, débit 400 Mo/s[5]

Les capacités et les débits indiqués correspondent à des données non compressées. On considère un ratio de 2:1 pour les cinq premières générations, contre un ratio de 2,5:1 à partir de la sixième génération.
Quatre principaux constructeurs se partagent le marché : HP, IBM, Quantum et Fuji.

## Système LTFS (Linear Tape File System)
LTFS, pour Linear Tape File System, est une technologie implémentée à partir de la génération 5 permettant une utilisation au niveau fichier des données comme les clés USB ou les disques dur et est particulièrement adaptée aux fichiers volumineux de GED, CAO, DAO et multimédia.
Cette technologie rend le support plus pérenne, car elle ne nécessite pas d'installer un logiciel spécifique, les systèmes d'exploitation Linux, Windows et Mac OS.

## Caractéristiques

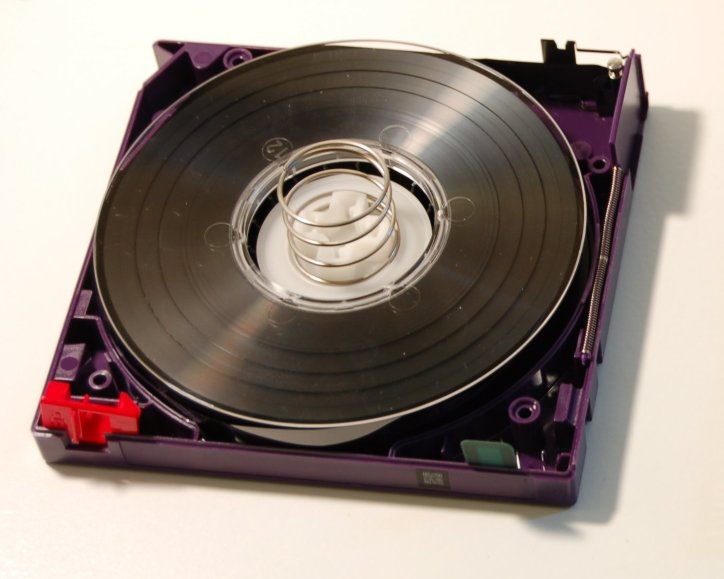
Intérieur d'une cartouche LTO-2

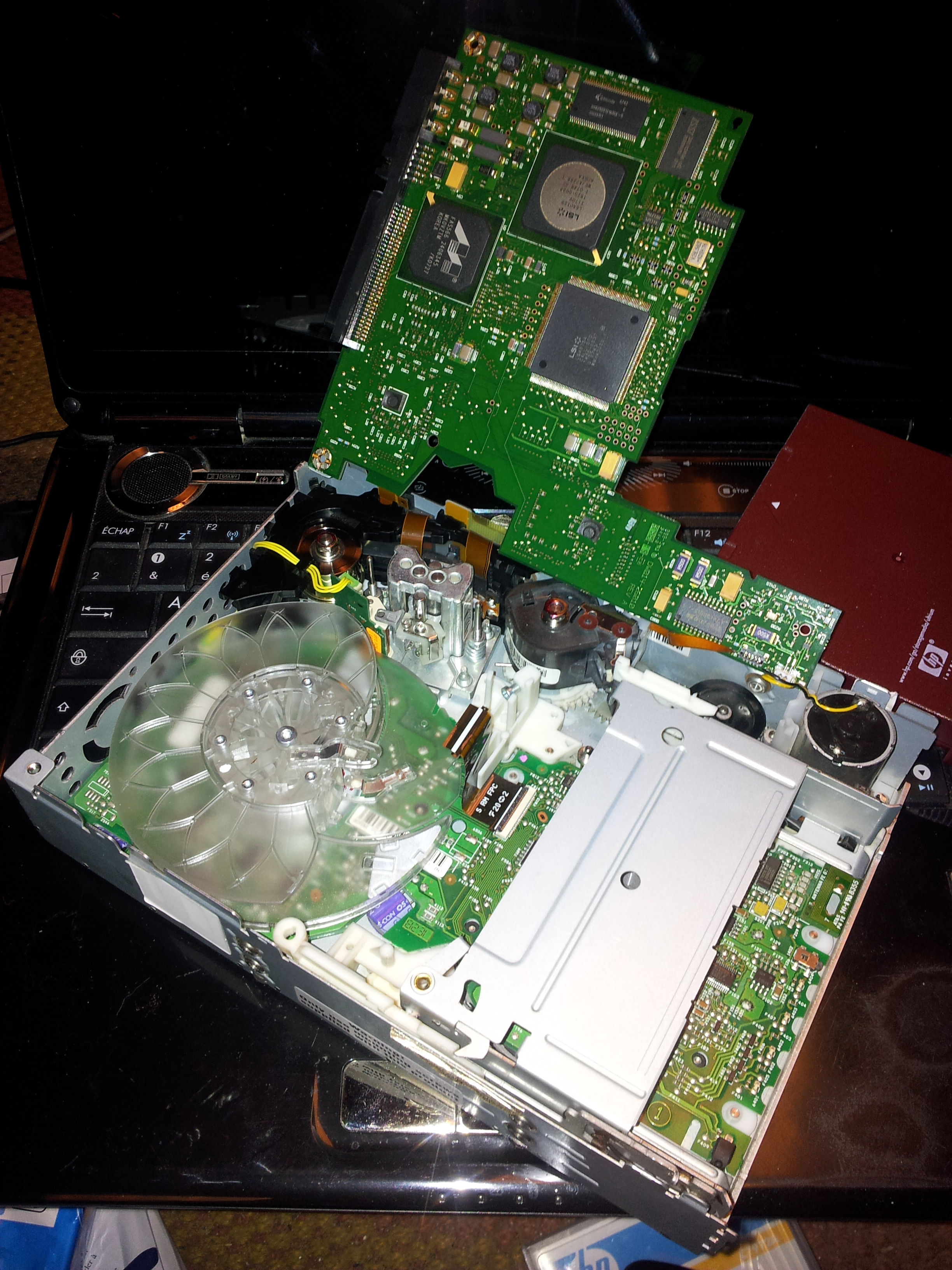
L'intérieur d'un lecteur LTO-2

Les différentes générations de LTO sont rétro-compatibles en écriture jusqu'à la génération n-1 et en lecture jusqu'à la génération n-2, c’est-à-dire par exemple qu'un lecteur LTO-4 peut lire et écrire sur une cartouche LTO-4, lire et écrire sur un support LTO-3 avec les mêmes performances qu'un lecteur LTO-3, mais ne peut que lire une cartouche LTO-2, et ne peut ni lire ni écrire une cartouche LTO-1, exception faites des lecteurs LTO-8 qui ne peuvent pas lire de cartouche LTO-6 et LTO-9 qui ne peuvent pas lire de cartouches LTO-7. Cela est dû au passage de la technologie des têtes GMR (Giant Magneto-Resistance) jusqu'au LTO-7 vers les têtes TMR (Tunnel Magnetoresistance Recording) depuis le LTO-8.
Dimensions : 102 mm x 106,4 mm x 21,55 mm
Poids cartouche de données : 200 g
Poids cartouche de nettoyage : 115 g
Inventaire : étiquettes code a barres, RFID
| Propriété                      | LTO-1      | LTO-2  | LTO-3  | LTO-4   | LTO-5      | LTO-6   | LTO-7        | LTO-8   | LTO-9      | LTO-10    | LTO-11    | LTO-12    |
| ------------------------------ | ---------- | ------ | ------ | ------- | ---------- | ------- | ------------ | ------- | ---------- | --------- | --------- | --------- |
| Compression                    | 2:1        | 2:1    | 2:1    | 2:1     | 2:1        | 2.5:1   | 2.5:1        | 2.5:1   | 2.5:1      | 2.5:1     | 2.5:1     | 2.5:1     |
| WORM                           | Non        | Non    | Oui    | Oui     | Oui        | Oui     | Oui          | Oui     | Oui        | Oui       | Oui       | Oui       |
| Chiffrement                    | Non        | Non    | Non    | AES-256 | AES-256    | AES-256 | AES-256      | AES-256 | Oui        | Oui       | Oui       | Oui       |
| LTFS                           | Non        | Non    | Non    | Non     | Oui        | Oui     | Oui          | Oui     | Oui        | Oui       | Oui       | Oui       |
| Lecteur LTO-1                  | 200 Go     | -      | -      | -       | -          | -       | -            | -       | -          | -         | -         | -         |
| Lecteur LTO-2                  | 200 Go     | 400 Go | -      | -       | -          | -       | -            | -       | -          | -         | -         | -         |
| Lecteur LTO-3                  | 200 Go     | 400 Go | 800 Go | -       | -          | -       | -            | -       | -          | -         | -         | -         |
| Lecteur LTO-4                  | -          | 400 Go | 800 Go | 1,6 To  | -          | -       | -            | -       | -          | -         | -         | -         |
| Lecteur LTO-5                  | -          | -      | 800 Go | 1,6 To  | 3,0 To     | -       | -            | -       | -          | -         | -         | -         |
| Lecteur LTO-6                  | -          | -      | -      | 1,6 To  | 3,0 To     | 6,25 To | -            | -       | -          | -         | -         | -         |
| Lecteur LTO-7                  | -          | -      | -      | -       | 3,0 To     | 6.25 To | 15To         | -       | -          | -         | -         | -         |
| Lecteur LTO-8                  | -          | -      | -      | -       | -          | -       | 15To         | 30 To   | -          | -         | -         | -         |
| Lecteur LTO-9                  | -          | -      | -      | -       | -          | -       | -            | 30 To   | 45 To      | -         | -         | -         |
| Lecteur LTO-10                 | -          | -      | -      | -       | -          | -       | -            | 30 To   | 45 To      | 120 To    | -         | -         |
| Lecteur LTO-11                 | -          | -      | -      | -       | -          | -       | -            | -       | 45 To      | 120 To    | 240 To    | -         |
| Lecteur LTO-12                 | -          | -      | -      | -       | -          | -       | -            | -       | -          | ?         | 240 To    | 480 To    |
| Débit natif (Mo/s)             | 20         | 40     | 80     | 120     | 140        | 160     | 300          | 360     | 400        | 1100      | En projet | En projet |
| Débit natif (Go/Hr)            | 71         | 141    | 282    | 422     | 493        | 563     | 1055         | 1266    | 1406       | 3867      | En projet | En projet |
| Débit avec compression (Mo/s)  | 40         | 80     | 160    | 240     | 280        | 400     | 750          | 900     | 1000       | 2750      | En projet | En projet |
| Débit avec compression (Go/Hr) | 141        | 282    | 563    | 844     | 985        | 1407    | 2637         | 3164    | 3512       | 9668      | En projet | En projet |
| Longueur (m)                   | 609        | 609    | 680    | 820     | 846        | 846     | 960          | 960     | 1035       | En projet | En projet | En projet |
| Densité (bits/mm)              | 4880       | 7398   | 9638   | 13250   | 15142      | 13828   | 19352        | 21165   |            | En projet | En projet | En projet |
| Couleur cartouche HP           | Bleu Moyen | Rouge  | Jaune  | Vert    | Bleu clair | Violet  | Bleu Ardoise | Vert    | Bleu clair | En projet | En projet | En projet |
| Couleur cartouche IBM          | Noir       | Bleu   | Bleu   | Vert    | Rouge      | Noir    | Violet       | Bordeau | Vert       | En projet | En projet | En projet |

La durée de vie du média est estimée à 30 ans et 20 000 chargements/déchargements. Le temps de positionnement moyen est de 75 secondes.
Les licences pour fabriquer des bandes magnétiques et du matériel d'enregistrement, de lecture, de stockage de bandes LTO-4 sont disponibles depuis janvier 2007.